# USS Enterprise (NCC-1701-D)
 (novembre 2024).
Cet article concerne le vaisseau USS Enterprise NCC-1701-D de l'univers de Star Trek. Pour les vaisseaux homonymes de Star Trek, voir Enterprise (Star Trek). Pour les autres significations, voir Enterprise.
L’USS Enterprise NCC-1701-D est un vaisseau spatial appartenant à l’univers de fiction de Star Trek. Il apparaît au cours de la série télévisée Star Trek : La Nouvelle Génération et est commandé par le capitaine Jean-Luc Picard.

## Description
Lors de son lancement, l’Enterprise était l’un des navires les plus gros de Starfleet. Il a été construit dans les chantiers d’Utopia Planitia en orbite autour de Mars. La construction du navire a été supervisée par le commandeur Orfil Quinteros. L’Enterprise possédait 42 ponts et un équipage de 1 014 personnes. Il était considéré comme le vaisseau amiral de la Fédération. Le navire a assisté à ou influencé plusieurs des événements les plus marquants de sa décennie comme la rencontre avec les Borgs, la nomination du chancelier klingon Gowron et la sortie de l’isolement des Romuliens. Il a été commandé durant tout son service par le capitaine Jean-Luc Picard, excepté deux brèves périodes. Durant la menace borg, Picard avait été assimilé par le collectif et le navire a été commandé par William T. Riker ; durant une crise avec les Cardassiens, il a été commandé par le capitaine Edward Jellico.

### Passage au cinéma
En 2371, l'équipage de l'USS Enterprise-D est dans une simulation informatique holodeck, célébrant la promotion du compagnon de bord Worf au lieutenant-commandant. Le capitaine Jean-Luc Picard apprend que son frère et son neveu ont été tués dans un incendie et est bouleversé que la lignée familiale Picard se termine avec lui. L'Enterprise reçoit un appel de détresse d'un observatoire stellaire, où un El-Aurian, le Dr Tolian Soran, lance une sonde sur l'étoile voisine. La sonde fait imploser l'étoile, créant une onde de choc qui détruit son système planétaire. Soran kidnappe l'ingénieur de l'Enterprise Geordi La Forge et est transporté hors de la station par un Oiseau de proie klingon appartenant aux sœurs Duras.
Guinan, membre de l'équipage de l'Enterprise, raconte à Picard qu'elle et Soran faisaient partie des El-Aurians secourus en 2293. Soran - qui a perdu sa famille lorsque leur monde natal a été détruit - est obsédé par le retour à le ruban d'énergie pour atteindre le "Nexus", un domaine extra-dimensionnel de réalisation de souhaits qui existe en dehors de l'espace-temps normal. Picard et Data déterminent que Soran, incapable de faire voler un vaisseau directement dans le ruban, modifie sa trajectoire en supprimant les effets gravitationnels des étoiles proches. Soran prévoit de détruire une autre étoile pour apporter le ruban à Soran sur la planète Veridian III, tuant par conséquent des millions de personnes sur une planète habitée voisine.
En entrant dans le système Veridian, Picard s'offre aux sœurs Duras en échange de La Forge, mais insiste pour être transporté directement à Soran. La Forge est renvoyé à l'Enterprise, mais expose involontairement les détails des défenses du navire via l'émetteur installé dans son appareil VISOR. Les sœurs Duras attaquent et l'Enterprise subit des dégâts critiques avant de détruire l'oiseau de proie en désactivant son dispositif de camouflage et en tirant des torpilles à photons. Lorsque La Forge rapporte que le vaisseau est sur le point de subir une brèche dans le noyau de distorsion à la suite de l'attaque, le commandant William Riker évacue tout le monde vers la section de soucoupe avant du vaisseau, qui se sépare de la section d'ingénierie juste avant la rupture se produit. L'onde de choc résultante envoie la section de soucoupe s'écraser sur la surface de Veridian III.
Picard ne parvient pas à arrêter Soran, car Soran réussit à lancer une autre sonde dans l'étoile du système Veridian, entraînant une onde de choc similaire à celle qui a détruit l'observatoire. La destruction de l'étoile véridienne et la disparition de sa force gravitationnelle modifient le cours du ruban. L'onde de choc provoque la destruction de Veridian III et de l'Enterprise et de son équipage, mais pas avant que Soran et Picard n'entrent dans le Nexus, et Picard se retrouve entouré d'une famille idéalisée, mais se rend compte que c'est une illusion. Il est confronté à un "écho" de Guinan laissé dans le Nexus. Guinan l'envoie rencontrer James T. Kirk, en sécurité dans le Nexus. Bien que Kirk soit initialement fasciné par l'opportunité d'expier ses regrets passés, il se rend compte que cela manque de danger et d'excitation. Ayant appris qu'ils peuvent voyager quand et où ils le souhaitent à travers le Nexus, Picard convainc Kirk de revenir avec lui à Veridian III, peu de temps avant que Soran ne lance la sonde.
En travaillant ensemble, Kirk et Picard distraient Soran assez longtemps pour que Picard verrouille la sonde en place qui explose sur la rampe de lancement et tue Soran. Kirk est mortellement blessé dans l'effort et, après sa mort, Picard l'enterre sur la montagne avec son insigne de «capitaine» placé au sommet du cairn de Kirk. Trois vaisseaux de la Fédération arrivent pour récupérer les survivants de l'Enterprise sur Veridian III. Picard pense que compte tenu de l'héritage du navire, le Enterprise-D ne sera pas le dernier navire à porter ce nom.

## Historique
- Date de lancement : 24 septembre 2363 (date stellaire : 41339.69)
- Inauguration : 4 octobre 2363 (date stellaire : 41124)
- État : Section ingénierie  détruit le 26 août 2371 (date stellaire : 45650.1) puis reconstruit et temporairement réactivé en 2401. Exposé au musée de Starfleet